# Turzystwo
Turzystwo – wieś w Polsce położona w województwie lubelskim, w powiecie łukowskim, w gminie Adamów. Przez miejscowość przepływa rzeka Czarna, dopływ Tyśmienicy. 
W obszar wsi wchodzi:
| SIMC    | Nazwa     | Rodzaj    |
| ------- | --------- | --------- |
| 0668130 | Helenówek | część wsi |

Wierni Kościoła rzymskokatolickiego należą do parafii Nawiedzenia Najświętszej Maryi Panny w Woli Gułowskiej.

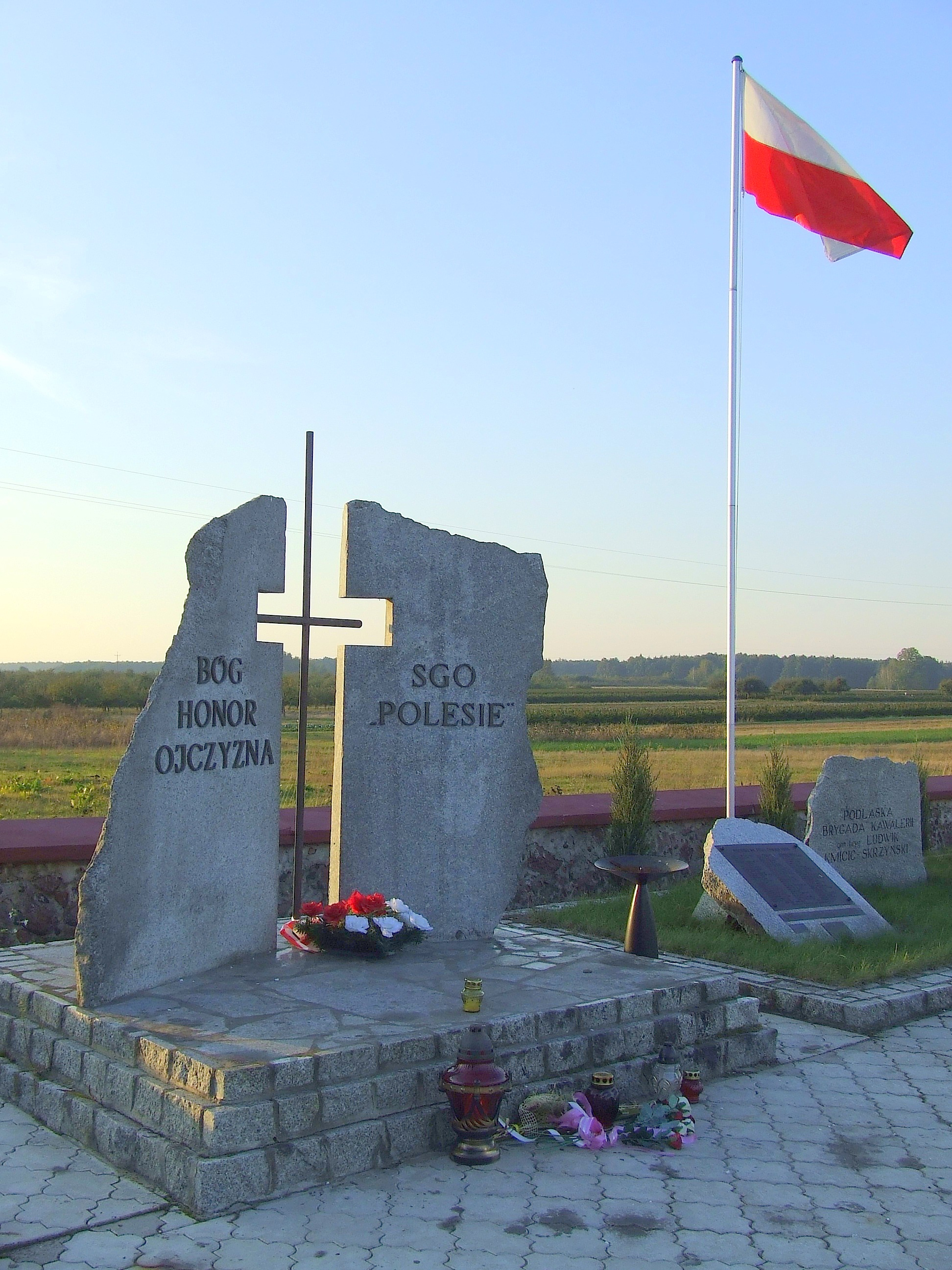
Zbiorowa mogiła żołnierzy SGO Polesie

Miejscowość wzmiankowana od 1569 r. jako własność rodziny Rusieckich oraz do 1766 r. jako dobra będące własnością rodziny Cieszkowskich. Wieś szlachecka położona była w drugiej połowie XVI wieku w ziemi stężyckiej. W 1827 r. wieś miała 15 domostw i liczyła 90 mieszkańców.
Nazwa ustalona rozporządzeniem ministra spraw wewnętrznych i administracji, z dnia 7 października 2004 r., w sprawie ustalenia i zmiany urzędowych nazw niektórych miejscowości oraz obiektu fizjograficznego. Miejscowość utworzono przez połączenie wsi Turzystwo Pierwsze i Turzystwo Drugie. 
W latach 1975–1998 miejscowość należała administracyjnie do województwa siedleckiego.
Wieś stanowi sołectwo w gminie Adamów. Według Narodowego Spisu Powszechnego z roku 2011 wieś liczyła 408 mieszkańców.
W Turzystwie znajduje się cmentarz parafialny ze zbiorową mogiłą żołnierzy SGO Polesie poległych w październiku 1939 r.